# じゅんじゅん

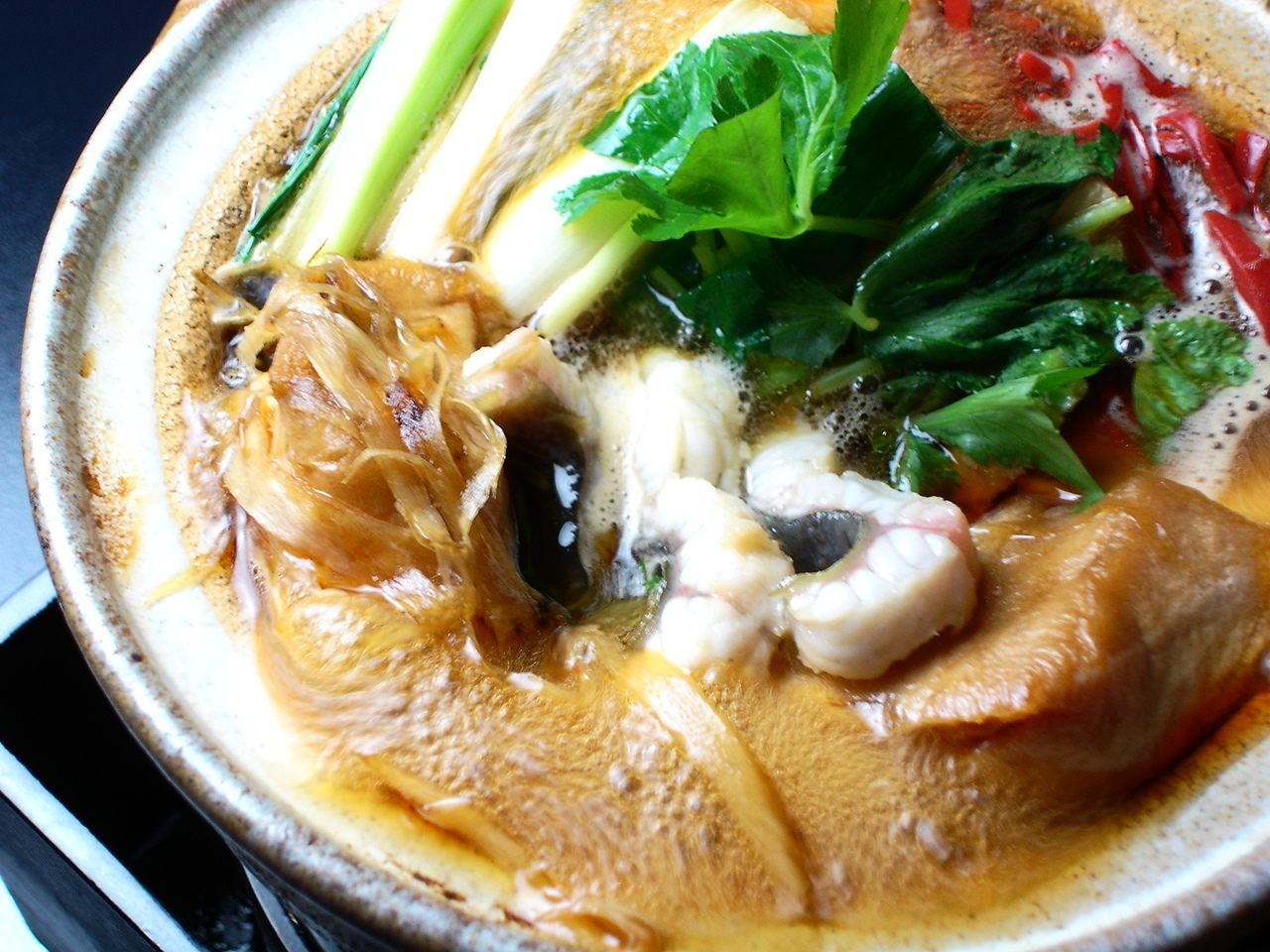
うなぎじゅんじゅん

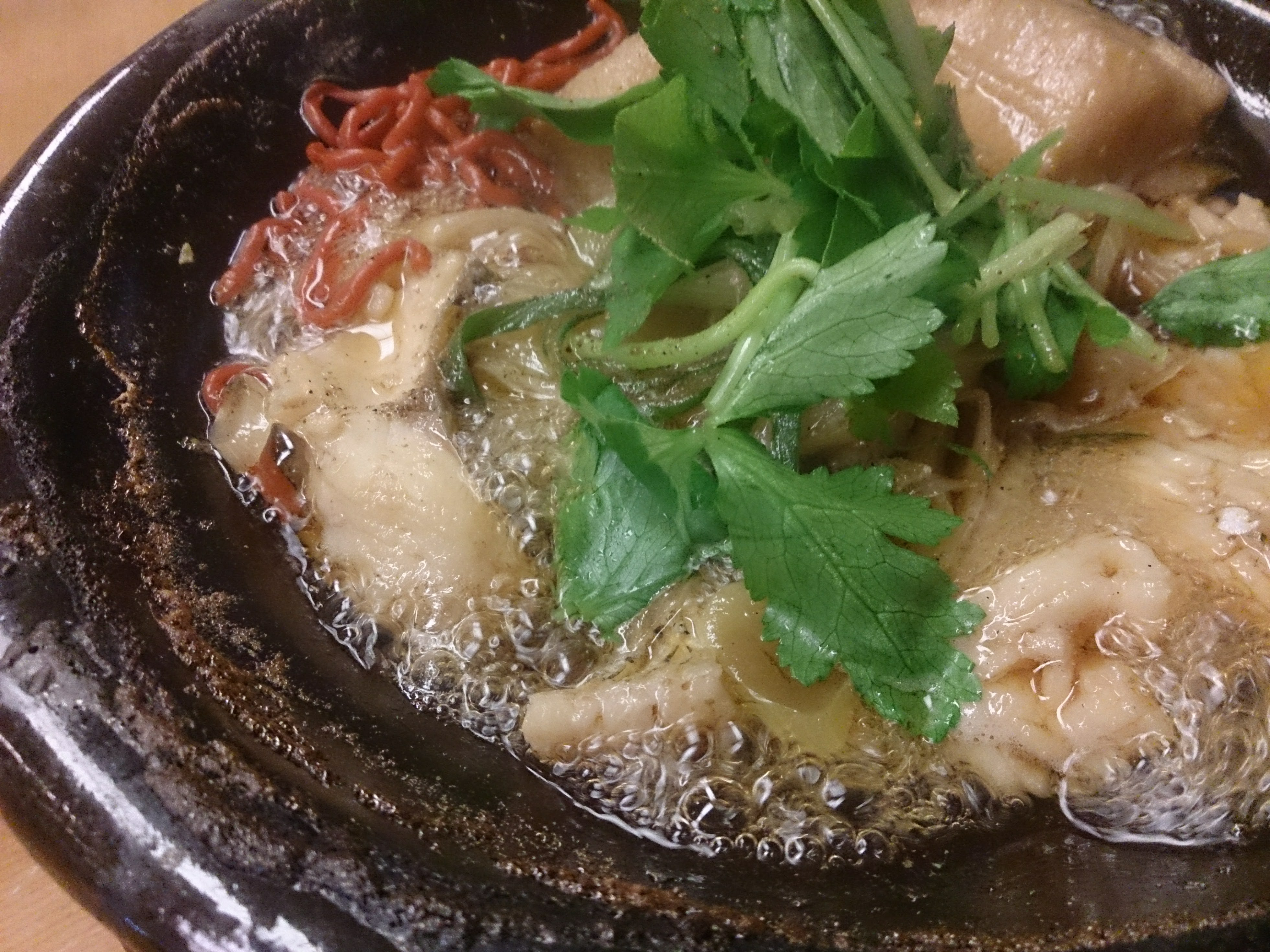
ニゴイじゅんじゅん

じゅんじゅんは滋賀県の郷土料理。漁村とその周辺で伝わってきた漁師由来の鍋料理で、琵琶湖産の魚介や鶏、牛などを使う。すき焼き風に甘辛く味付けしたものから寄せ鍋風の味付けなど、バリエーションにも幅がある。。

## 概要
琵琶湖で獲れる淡水魚を鮮度の良いうちに鍋で料理する。副食材はメインの食材によって変化するが、おおむねすき焼き的にいろいろなものが入る。豆腐、糸こんにゃく、青ネギ、春菊、牛蒡、湖東地域では赤こんにゃく、丁字麩なども入る場合がある。主たる食材は琵琶湖で採れる淡水魚などが使われ、かしわ（鶏肉）、塩鯖を使ったものもある。淡水魚はマス、コイ、フナ、イサザ、ウナギ、ナマズなど様々なものが使用されるが、同時に複数種類の淡水魚を混ぜて調理することはほぼ無い。
近代に入り牛肉が食べられるようになり、牛肉のじゅんじゅんが広がり始め、正月やお盆などのハレの日に食されている。
魚のじゅんじゅんは主に琵琶湖周辺を中心に食されている。使用される魚はそれぞれの魚の旬のものを用い、その季節の旬の野菜と一緒に煮込む。
近年滋賀県全域でじゅんじゅんという文言を見かけるようになり認知が増加しているが、かつては琵琶湖周辺の漁村とその周辺にだけ伝わっていた限定的な地域食だった。菅浦、尾上、沖島という遠隔地で同じ名称が使用される痕跡から、漁師のコミュニティがじゅんじゅんという郷土料理の発生源であることが推察される。

## 名称の由来
名称の由来には諸説あるが、具材を鍋で煮る際の音を擬音語にしたものが由来といわれている。
琵琶湖周辺の漁村である沖島には「じょき」という擬音語が名詞化した郷土料理が存在しており、「じゅんじゅん」とともに擬音語からの名詞化が琵琶湖周辺の漁師のコミュニティで古くから存在していたことが認められる。

## すき焼きとの違い
多くの場合の味付けはすき焼きと同じで、醤油・砂糖・清酒・みりん・出汁などの調味料を使い、すき焼き同様に具材を生卵をつけたり、鍋の〆めとして飯やうどんを入れるのも同様であるが、肉は焼かずに他の食材と一緒に並べてから煮るのが、すき焼きとの違いである。
ただし砂糖を多く使う現代的なすき焼き風の調味は近代に入って牛肉を使うようになってからの後発である。元来のじゅんじゅんは副食材との組み合わせで調味されるため、一様にすき焼き風の味と同じではない。主食材が油脂の多い場合は甘辛くした方が美味であるため、牛肉・うなぎ・かしわ（鶏肉）・コアユを使う場合はすき焼き風の調味になる。これが「じゅんじゅん＝すき焼き」と表現される理由であるが、びわます・氷魚・ニゴイ・塩鯖の場合は逆にすき焼き風の調味では鈍重となるため、比較的に醤油と砂糖等の甘味料の使用量が加減され、どちらかというと一般的な寄せ鍋の味わいに近くなる。